# Классификация параатлетов
Классификация параатлетов — система, регламентирующая, какие спортсмены с ограниченными возможностями могут соревноваться друг с другом в паралимпийских видах спорта. Классификация была создана Международным паралимпийским комитетом (МПК), который продолжает её развивать и уточнять. Изменения регулярно публикуются в документе «Правила и инструкции по классификации Комитета МПК по лёгкой атлетике» (англ. IPC Athletics Classification Handbook). При создании вышеупомянутого документа в 40-х годах и далее на протяжении большей части времени его существования атлеты были отнесены в категории на основании состояния их здоровья, то есть медицинского диагноза. Позже концепция была пересмотрена, и в настоящее время классификация по большей части базируется на оценке фактического ограничения функций организма атлета, таким образом становясь более факто-ориентированной и объективной.

## Основные цели
Данная классификация предназначена для того, чтобы обеспечивать корректную и справедливую структуру соревнований, она используется с целью обеспечения спортсмену возможности соревноваться на равных условиях с другими спортсменами с теми же особенностями и, тем самым, обеспечить честную конкуренцию. Таким образом классификация должна описывать кто имеет право участвовать в официальных параатлетических соревнованиях и с кем он имеет право соревноваться. Паралимпийские игры проводятся в соответствии с этой классификацией.

### Определение приемлемости
Классификация описывает критерии, согласно которым определяется, кто имеет право участвовать в соревнованиях. Чтобы иметь право участвовать в паралимпийских играх, спортсмен должен иметь соответствующий уровень нарушений активности, которые рассматриваются как «достаточно серьёзные», чтобы оказать влияние на участие в соревнованиях в определённой дисциплине.

### Распределение по классам
Классификация представляет деление на классы по типу и степени тяжести нарушения активности. При этом класс в идеале должен описывать нарушения, которые вызывают примерно одинаковое ограничение активности в ключевых спортивных дисциплинах — беге, гонках на инвалидных колясках, прыжках и бросках.
Каждый класс в классификации обозначается кодом, состоящим из одной буквы и двух цифр. Буква обозначает тип соревнований: T — для соревнований на беговой дорожке (бег, бег с препятствиями, эстафета, гонки на колясках) и прыжковых дисциплин; F — для дисциплин в метаниях (метание диска, толкание ядра и метание копья). Число обозначает уровень нарушения функциональности. Текущая классификация предусматривает деление на следующие классы:
- T/F11-13: нарушения зрения
- T/F20: нарушения интеллекта
- T/F31-34: атаксия, атетоз и гипертонус, чаще всего как следствие церебрального паралича или черепно-мозговой травмы; соревнования в положении сидя: в коляске или на стуле для метания
- T/F35-38: атаксия, атетоз и гипертонус, чаще всего как следствие церебрального паралича или черепно-мозговой травмы; соревнования в положении стоя
- T/F40-41: низкий рост или карликовость
- T/F42-44: дефицит нижней конечности в результате ампутации или недоразвития вследствие заболеваний приводящих к аналогичной дисфункции, как то: разница в длине ног, нарушение мышечной силы или нарушение пассивного диапазона движений
- T/F45-47: дефицит верхней конечности в результате ампутации или недоразвития вследствие заболеваний приводящих к аналогичной дисфункции, как то: разница в длине ног, нарушение мышечной силы или нарушение пассивного диапазона движений
- T/F51-57: нарушение мышечной силы и нарушение диапазона движений вследствие спинальной мышечной атрофии, дефицита конечности или разницы в длине нижних конечностей
- T/F61-64: атлеты с протезами нижних конечностей

## История
Классификация параатлетов возникла в 40-х годах XX века первоначально как система, основанная на разделении по наличию определённого медицинского диагноза у претендентов на соревнования. Недостатки такого разделения можно проиллюстрировать на примере группы с диагнозом L2 SCI, в которую попадали спортсмены не имеющих других серьёзных заболеваний кроме паралича нижних конечностей вследствие спинальной мышечной атрофии. При этом они не могли соревноваться в гонках на инвалидных креслах со спортсменами, имеющими ампутацию ног выше колена, несмотря на то, что фактическое состояние и ограничение подвижности у обеих групп было схожим. С другой стороны, спортсмены с ампутацией обеих ног должны были соревноваться на равных условиях с полностью здоровыми соперниками в дисциплине по толканию ядра, что также явно было неправильно. Первые международные гонки на инвалидных креслах в Европе были организованы в 1952 году в реабилитационном госпитале города Сток-Мандевилл в Англии, а уже в 1955 году в Германии было официально заявлено о необходимости создания классификации учитывающей особенности проведения спортивных соревнований для параатлетов.
В 1964 году была организована Международная спортивная организация инвалидов (англ. International Sport Organization for the Disabled, ISOD), которая в 2004 году, после объединения с Международной федерацией спорта на колясках Сток-Мандевиля (англ. International Stoke Mandeville Wheelchair Sports Federation, ISMWSF) стала называться: Международная спортивная федерация колясочников и ампутантов (англ. International Wheelchair and Amputee Sports Federation, IWAS). Значимым результатом работы организации стала первая официальная классификация, состоящая из 27 классов.